# Quando si ama non scende mai la notte
Quando si ama non scende mai la notte (titolo originale: Parce que je t'aime) è un romanzo di Guillaume Musso, pubblicato nel 2007.
Il libro è stato tradotto in coreano, sloveno, macedone, turco, vietnamita, albanese, serbo e varie altre lingue.

## Edizioni in italiano
- Guillaume Musso, Quando si ama non scende mai la notte, traduzione di Laura Serra, Milano: Rizzoli, 2008
- Guillaume Musso, Quando si ama non scende mai la notte, Milano: BUR Rizzoli, 2009
- Guillaume Musso, Quando si ama non scende mai la notte, traduzione di Laura Serra, Milano: Superpocket, 2009